# Mème d'American Chopper
 (août 2023).
Si vous disposez d'ouvrages ou d'articles de référence ou si vous connaissez des sites web de qualité traitant du thème abordé ici, merci de compléter l'article en donnant les références utiles à sa vérifiabilité et en les liant à la section « Notes et références ».
 (juin 2021).
Le mème d'American Chopper (American Chopper argument) est un mème Internet basé sur une séquence du premier épisode de la sixième saison (en) de la série télévisée American Chopper, diffusé pour la première fois en 2009. Mettant en scène une querelle entre Paul Teutul senior et Paul Teutul junior, le mème présente une sélection d'images de la dispute avec pour sous-titre d'autres disputes réelles ou fictives,.

## Chronologie
Bien qu'ayant circulé à partir de la fin de 2011, le mème devient populaire lors de ses premières diffusions sur Twitter en mars 2018. Le mème se compose de cinq cases représentant des captures d'écrans de la scène :
- 1re case: Teutul senior commence le débat,
- 2e case: Teutul junior répond ou contredit en pointant son index vers le bas,
- 3e case: senior monte le ton,
- 4e case: junior balance une chaise pour exprimer son agacement,
- 5e case: senior pointe son index en direction de junior.

Le dialogue original n'est pas gardé et est changé par un argument sur différents sujets allant de la référence culturelle à de l'humour absurde ou meta.